# Incident frontalier de Masļenki
Occupation soviétique de la Lettonie en 1940
L'incident frontalier de Masļenki (Letton : Masļenku robežincidents) fut une attaque des troupes soviétiques du NKVD, la police politique de l'Union des républiques socialistes soviétiques, le 15 juin 1940 contre les postes-frontières lettons dans le district d'Abrene à la frontière soviéto-lettone de l'époque, à la veille de l'occupation soviétique de la Lettonie.
L'incident consistait en trois attaques distinctes lancées presque simultanément contre des postes-frontières lettons par les forces soviétiques à l'aube du 15 juin 1940. Deux postes frontières ont été effectivement attaqués tandis qu'une autre attaque a été lancée avant d'être suspendue. En conséquence, 3 gardes-frontières et 2 civils ont été tués, et 37 personnes ont été enlevées et emmenées en URSS comme otages.

## Contexte
Avant l'occupation en 1940, la Lettonie et l'URSS partagent une frontière de 352 km de long. Dès 1920, diverses structures militaires ont été créées pour sa protection. La plus récente, datant de 1935, était la Brigade des gardes-frontières, dont trois bataillons — Dagda, Zilupe et Abrene — étaient stationnés le long de la frontière. Chaque bataillon était divisés en 4 compagnies, 12 pelotons, 36 patrouilles et 12 patrouilles de réserve. Chaque patrouille surveillait une section de la frontière sur environ 3,2 km de long.
Peu avant l'occupation de la Lettonie par l'Armée rouge le 17 juin 1940, des unités des forces spéciales soviétiques ont mené des actes de provocation préalablement planifiés sur le territoire estonien et letton. À l'aube du 15 juin, des attaques ont eu lieu contre trois patrouilles frontalières du troisième bataillon Abrene. L'une d'entre elles, la 2e patrouille de la 1re compagnie, a opposé une résistance et finalement trois gardes-frontières et deux civils ont été tués, le bâtiment de la patrouille a été incendié et de nombreuses autres personnes ont été emmenées en Union soviétique comme otages.

## Attaques soviétiques contre les gardes-frontières lettons le 15 juin 1940
Le 15 juin 1940, les Soviétiques attaquèrent deux avant-postes frontaliers lettons et annulèrent une attaque supplémentaire prévue. L'attaque la plus notoire a eu lieu contre le poste frontière de Masļenki à 02h30, et a entraîné la mort de 3 gardes-frontières et de 2 civils, l'incendie de plusieurs bâtiments et l'enlèvement de plusieurs personnes. Plusieurs personnes enlevées ou abandonnées ont été blessées. Une autre attaque a eu lieu au poste frontière de Šmaiļi à 3 heures du matin, entraînant l'enlèvement de gardes-frontières et de civils, y compris des habitants des maisons voisines. Des enfants âgés d’à peine 1 an ont été emmenés. Une troisième attaque sur le poste frontière de Žuguri a été annulée lorsque le NKVD s'est rendu compte qu'il avait été repéré.

## Attaque à Masļenki
Le 15 juin 1940, à 2h30 du matin, 25 commandos du NKVD ont réussi à traverser la rivière Ludza, qui délimitait la frontière soviéto-lettone, sans être repérés. Ils ont encerclé la 2e patrouille de la 1re compagnie de tous côtés. Les maisons voisines du gardien Žanis Krieviņš et du fermier Dmitrijs Maslovs ont également été encerclées. Les assaillants avaient probablement l'intention de capturer le poste de patrouille sans tirer, car des paquets de grenades à main avaient été placés tout autour du poste de garde, sauf à la porte d'entrée. L'attaque a été découverte en premier par le garde de patrouille Jānis Macītis qui a agi selon des instructions et a interpellé les assaillants. L'un des assaillants a tiré avec son fusil automatique sur le garde de la patrouille. Après les premiers coups de feu, les assaillants ont réalisé qu'ils avaient été découverts et ont changé leurs plans pour détruire le poste de garde et tirer sur tous les gardes-frontières. Jānis Macītis, bien que gravement blessé, a tenté d'atteindre le poste de garde. Mais, non loin du poste de garde, il a marché sur une grenade à main qui lui a arraché le pied gauche.
Un autre gardien, Pēteris Cimoška, disposait d'une  visibilité proche de zéro en raison d'un épais brouillard, mais il a tout de même ouvert le feu. Cependant, après les premiers coups de feu, les assaillants ont localisé l'abri et ont tenté de l'encercler. Pendant qu'il tirait, Cimoška s'est retiré en direction du poste de garde où il a entendu le commandant par intérim de la patrouille, Valdis Grīnvalds, défendre la maison en tirant. En arrivant à la maison, Cimoška a marché sur l'un des paquets de grenades et a été déchiqueté et lorsque le bâtiment en feu s’est effondré, son corps a été carbonisé.
Au poste de garde se trouvaient le commandant par intérim de la patrouille Valdis Grīnvalds, le garde Kārlis Beizaks qui était en congé et se reposait, Hermīne Puriņa, l'épouse du garde et commandant de patrouille Fridrihs Puriņš (qui n'était pas là pendant l'attaque), Hermīne Puriņa et son fils de 14 ans, Voldemārs. Grīnvalds fut le seul à riposter par une fenêtre, mais la visibilité était mauvaise et il ne pouvait tirer que dans la direction des assaillants sans les viser directement. Beizaks avait apparemment décidé de quitter le bâtiment et de tenter de courir vers la 1re patrouille pour obtenir de l'aide car les communications téléphoniques étaient coupées. Il a sauté par la fenêtre mais n'a pu parcourir que 199 mètres lorsqu'il a été abattu par les assaillants. Comme il y avait encore de la résistance du côté du poste de garde, les assaillants ont lancé des cocktails Molotov et l'intérieur du bâtiment a pris feu. Hermīne Puriņa a été abattue à 8 mètres de la maison après s'être échappée par une fenêtre. Son fils Voldemārs a été blessé par balle à l'abdomen mais a réussi à se cacher dans un tas de bois. Le seul défenseur du bâtiment, Grīnvalds, quitta également le bâtiment en feu peu de temps après. Jetant son fusil, il sauta par la fenêtre et sauta indemne dans la rivière Ludza, où il fut capturé par les Soviétiques.
Le 15 juin, le gouvernement letton a lancé une enquête sur les attaques et les unités de l'armée ainsi que les gardes-frontières ont été placés en état d'alerte maximale. En raison de la présence de bases militaires soviétiques en Lettonie depuis l'automne 1939, une mobilisation générale ou une résistance était pratiquement impossible.
En conséquence à Masļenki, trois gardes-frontières (Jānis Macītis, Pēteris Cimoška, Kārlis Beizaks) et deux civils (Hermīne Puriņa et son fils Voldemārs Puriņš âgé de 14 ans, décédé des suites de ses blessures) ont été tués par les troupes du NKVD.

## Otages
À Masļenki et à Smaili, au total, 37 personnes ont été enlevées par les troupes soviétiques et emmenées en URSS comme otages, dont dix étaient des gardes-frontières et les autres étaient des civils, y compris des femmes et de jeunes enfants (dont certains âgés d'un et deux ans). 36 des otages furent restitués par les Soviétiques le 7 juillet 1940, et le fermier Dmitrijs Maslovs fut exécuté au printemps 1942, accusé d'espionnage.

## Voir également
- Attaques des unités soviétiques de l'OMON contre les postes-frontières lituaniens
- Occupation et annexion des pays baltes